# Meeting de la transparence
Le Meeting de la transparence est la première manifestation publique et politique spontanée en URSS depuis la Seconde Guerre Mondiale.

## Historique
Elle a lieu à Moscou le 5 décembre 1965 en réaction au procès Siniavski-Daniel. Elle est considérée comme le début du mouvement pour les droits de l’Homme en Union soviétique.